# Торуп, Йесс
Йесс Торуп (дат. Jess Thorup; род. 21 февраля 1970, Копенгаген) — датский футболист, нападающий; тренер.

## Карьера футболиста
Торуп прошёл через молодёжную академию «Оденсе». Дебютировал за клуб на профессиональном уровне в 1989 году и выиграл титул чемпиона Дании в том же году. В 1991 и 1993 годах Торуп также был частью команды, выигравшей Кубок Дании. В 1996 году он переехал в Германию и присоединился к «Юрдинген 05», который выступал во Второй Бундеслиге. Забив всего три гола в 39 играх лиги, он перешёл в середине сезона 1997/98 в австрийский клуб «Тироль». Вернулся в Данию летом 1998 года и играл за «Эсбьерг» до 2005 года. Затем он подписал контракт с норвежским клубом «Хам-Кам», прежде чем вернулся в «Эсбьерг», где в 2006 году завершил карьеру футболиста.

## Карьера тренера

### «Эсбьерг»
В 2006 году Торуп вернулся в «Эсбьерг» в качестве помощника главного тренера Троельса Бека. После увольнения Бека в ноябре 2008 года, он взял на себя управление командой в качестве исполняющего обязанности менеджера на три игры, но затем вернулся к роли помощника нового главного тренера Уве Педерсена. После своей отставки 14 марта 2011 года он был повышен до главного тренера, но не смог предотвратить вылет из датской Суперлиги. После достижения прямого повышения в следующем году команда заняла средние позиции в турнирной таблице и выиграла Кубок Дании в сезоне 2012/13, победив в финале «Раннерс». В 2013 году Торуп был признан «Тренером года в Дании».

### Дания (до 21 года)
21 февраля 2013 года было объявлено, что с 1 июня 2013 года он станет тренером молодёжной сборной Дании, покинув «Эсбьерг». В качестве тренера сборной он принял участие на молодёжном чемпионате Европы 2015 года, на котором датчане дошли до полуфинала. Там они уступили будущим победителям — Швеции.

### «Мидтьюлланн»
После чемпионата Европы Торуп вернулся в клубный футбол и возглавил «Мидтьюлланн» в качестве преемника Глена Риддерсхольма, который ушёл в отставку после завоевания первого для клуба в истории чемпионского титула. После вылета из квалификации Лиги чемпионов от кипрского клуба АПОЭЛ, команда успешно прошла групповой этап Лиги Европы под руководством Торупа. В 1/16 финала клуб привлёк внимание победой со счётом 2:1 в первом матче над «Манчестер Юнайтед», но выбыл из турнира после поражения со счётом 1:5 в ответном матче.

### «Гент» и «Генк»
10 октября 2018 года Торуп сменил Ива Вандерхаге на посту тренера бельгийского клуба «Гент» после домашнего поражения со счётом 1:5 от «Генка», в результате чего «буйволы» оказались на седьмом месте в турнирной таблице, в одном месте от зоны плей-офф за титул.
Под руководством Торупа «Гент» вышел в плей-офф Лиги чемпионов, заняв пятое место, а также вышел в финал Кубка Бельгии, проиграв со счётом 1:2 клубу «Мехелену» из второго дивизиона. Это был всего лишь второй раз, когда клуб, не входящий в высший дивизион Бельгии, выиграл национальный Кубок.
Результаты лишили «Гент» места в еврокубках, где квалифицировались три лучших в лиге плюс победители финала Кубка и финала европейского плей-офф. Но расследование событий предыдущего сезона, где «Мехелен» 11 марта 2018 года предпринял попытку подстроить результат игры против «Васланд-Беверена». «Мехелену» разрешили сохранить Кубок и право на участие в высшем дивизионе, но им запретили выступать в еврокубках в течение сезона в рамках скандала о мошенничестве в бельгийском футболе 2017—2019 годов, в результате чего «Гент» квалифицировался в Еврокубки.
«Буйволы» квалифицировались в Лигу Европы, начав со второго отборочного раунда против румынского клуба «Вииторул» (Констанца). Пройдя другие отборочные раунды, клуб вышел в групповой этап, где одержал победу в Группе I, одержав три победы и сыграв вничью три раза. «Гент» принял участие в 1/16 финала, где проиграл «Роме».
За одиннадцать недель до конца сезона 2019/20 лига была приостановлена из-за пандемии COVID-19, а «Гент» оказался на втором месте после «Брюгге». В отличие от большинства других крупных лиг, бельгийская Про-лига решила не возобновлять текущий сезон, объявив «чёрно-синих» чемпионами, а «Гент», заняв второе место, квалифицировался в третий отборочный раунд Лиги чемпионов 2020/21.
После проигрыша в первых двух играх сезона 2020/21 от «Сент-Трюйдена» и «Кортрейка» Торуп был внезапно уволен с поста тренера 20 августа 2020 года. Месяц спустя, 24 сентября, Торуп возглавил «Генк», его прямой преемник в «Генте», Ласло Бёлёни, который был уволен всего после трёх игр.
Торуп получил контракт с «Генком» до лета 2023 года, но провёл у руля клуба всего шесть игр, прежде чем его снова пригласили в датский футбол.

### «Копенгаген»
В начале ноября 2020 года Торуп получил предложение стать новым главным тренером «Копенгагена» после того, как их бывший тренер Столе Сольбаккен был уволен 10 октября. «Генк», по просьбе Торупа, расторг с ним контракт. Торуп подписал контракт со столичным клубом до лета 2024 года.
В первом сезоне в качестве тренера «Копенгагена» он привёл клуб к третьему месту в датской Суперлиге. Это означало, что клуб примет участие в первом сезоне Лиги конференций, и Торуп вывел свою команду в 1/8 финала, в котором они потерпели поражение от ПСВ.
Его второй сезон во главе «Копенгагена» завершился тем, что клуб стал чемпионом Дании, выиграв датскую Суперлигу сезона 2021/22.
Старт сезона 2022/23 в национальном чемпионате началась для клуба неудачно, но им удалось пройти квалификацию в групповой этап Лиги чемпионов, победив «Трабзонспор» со счётом 2:1 по сумме двух встреч. Однако 20 сентября 2022 года «Копенгаген» объявил, что клуб расстался с Торупом из-за неудачного начала сезона Суперлиги.

### «Аугсбург»
15 октября 2023 года Торуп был назначен главным тренером немецкого клуба «Аугсбург».

## Статистика тренера
| Команда            | С                | До               | Результат | Результат | Результат | Результат | Результат | Результат | Результат | Результат |
| Команда            | С                | До               | И         | В         | Н         | П         | ГЗ        | ГП        | +/-       | Поб, %    |
| ------------------ | ---------------- | ---------------- | --------- | --------- | --------- | --------- | --------- | --------- | --------- | --------- |
| Эсбьерг (и. о.)    | 17 ноября 2008   | 1 января 2009    | 3         | 1         | 2         | 0         | 4         | 3         | +1        | 033,33    |
| Эсбьерг            | 14 марта 2011    | 1 июня 2013      | 84        | 46        | 18        | 20        | 140       | 84        | +56       | 054,76    |
| Дания (до 21 года) | 1 июня 2013      | 12 июля 2015     | 23        | 13        | 6         | 4         | 51        | 25        | +26       | 056,52    |
| Мидтьюлланн        | 12 июля 2015     | 10 октября 2018  | 165       | 93        | 32        | 40        | 321       | 195       | +126      | 056,36    |
| Гент               | 10 октября 2018  | 20 августа 2020  | 82        | 39        | 19        | 24        | 146       | 102       | +44       | 047,56    |
| Генк               | 24 сентября 2020 | 2 ноября 2020    | 5         | 3         | 2         | 0         | 11        | 5         | +6        | 060,00    |
| Копенгаген         | 2 ноября 2020    | 20 сентября 2022 | 88        | 49        | 19        | 20        | 165       | 103       | +62       | 055,68    |
| Аугсбург           | 15 октября 2023  | 23 мая 2025      | 65        | 22        | 18        | 25        | 84        | 98        | −14       | 033,85    |
| Итог               | Итог             | Итог             | 515       | 266       | 116       | 133       | 922       | 615       | +307      | 051,65    |

## Достижения

### Как игрок

#### «Оденсе»
- Чемпион Первого дивизиона Дании[англ.]: 1989[43]
- Обладатель Кубка Дании: 1990/91, 1992/93[44]

### Как тренер

#### «Эсбьерг»
- Чемпион Первого дивизиона Дании[англ.]: 2011/12[45]
- Обладатель Кубка Дании: 2012/13[12]

#### «Мидтьюлланн»
- Чемпион Дании: 2017/18[46]

#### «Копенгаген»
- Чемпион Дании: 2021/22
- Вице-чемпион Кубка Атлантики: 2020, 2022